# Krátkotělka guatemalská
Krátkotělka guatemalská (Phallichthys amates) je drobná rybka z čeledi živorodkovití. Rybu poprvé popsal v roce 1907 ichtyolog Newton Miller. Česká synonyma: halančík guatemalský, halančík síťovaný, veselá vdova, živorodka guatemalská, živorodka panamská, slovensky: živorodka guatemalská, anglicky: Merry widow livebearer. 

## Popis
Základní zbarvení je stříbřité, s pastelově okrovým nádechem a jemnými tmavšími příčnými proužky. Ploutve jsou tmavě lemované. Samci jsou menší a štíhlejší a dorůstají do velikosti 6 cm. Samice jsou větší a v akváriích dorůstají do 8 cm. Pohlaví ryb je snadno rozeznatelné: samci mají pohlavní orgán gonopodium, samice klasickou řitní ploutev.

## Biotop
Ryba žije ve sladkých vodách střední Ameriky, od jižní Guatemaly, Honduras po Kostariku a Panamu. Žije také v kanálech, které odvádí vodu do Atlantského oceánu.
V přírodě se vyskytuje ve stojatých vodách, potocích a v pobřežních partiích řek. Na atlantickém pobřeží žije mezi 0 do 500 m nadmořské výšky, v severním Pacifiku se nachází od 10 a 45 m n. m. v drenážních kanálech Tempisque a Bebedero, a v drenáži Río Tárcoles, kam byla pravděpodobně zavlečena. Žije v nadmořské výšce 670 až 1 220 m n. m. Vyhovují ji mělké vody s bahnitým dnem.

## Chov v akváriu
- Chov ryby: Ryba je vhodná pro menší akvária. Doporučuje se chovat v hejnu, 1 samec na 3 až 4 samice. Při chovu ve společenských akváriích je vhodné chovat s rybami stejné velikosti.[4]
- Teplota vody: 22–27°C,[4]
- Kyselost vody: 6,0–8,0pH[4]
- Tvrdost vody: 9–19°dGH[4]
- Krmení: Jedná se o všežravou rybu, přijímá tedy umělé vločkové krmivo, mražené krmivo, drobné živé krmivo (nítěnky, plankton), rostlinnou potravu, řasy. Ryba upřednostňuje drobnou živou potravu.[4]
- Rozmnožování: Březost trvá 24–28 dní. Samice rodí 10–80 mláďat, která jsou velká 3–5 mm. Mláďata mají malé tlamy, tomu je nutné přizpůsobit velikost podávané potravy. Ideální je krmit cyklopem.[pozn. 1][4]